# 완도 예송리 상록수림
완도 예송리 상록수림(莞島 禮松里 常綠樹林)은 대한민국 전라남도 완도군 보길면 예송리에 있는, 상록수로 이루어진 숲이다. 1962년 12월 3일 대한민국의 천연기념물 제40호로 지정되었다.

## 개요
예송리의 상록수림은 보길도의 동남쪽 해안에 위치하고 있다. 약 300년 전에 태풍을 막기 위해 이곳 주민들이 만든 숲으로 길이가 약 740m, 폭이 30m쯤 되는 반달모양의 매우 아름다운 숲이다.
숲을 이루고 있는 식물들로는 후박나무, 메밀잣밤나무, 구실잣밤나무, 참가시나무, 붉가시나무, 생달나무, 동백나무, 까마귀쪽나무, 우묵사스레피나무, 종가시나무, 섬회양목, 송악, 팽나무, 작살나무, 구지뽕나무, 찔레꽃, 누리장나무, 졸참나무, 상동나무 등이 있다.
예송리의 상록수림은 강한 바닷바람으로부터 마을과 농경지를 보호하는 방풍림의 기능은 물론, 물고기가 서식하기에 알맞은 환경을 제공하여 물고기떼를 유인하는 어부림의 구실도 하고 있으므로 매우 중요하다. 선조들이 자연을 이용하는 지혜를 엿볼 수 있는 문화적 가치 뿐만 아니라 생물학적 가치도 매우 커서 천연기념물로 지정하여 보호하고 있다.

## 참고 문헌
- 문화재청, 《문화재이야기여행 천연기념물 100선 보관됨 2016-08-28 - 웨이백 머신》, pp153-161, 2016-03-31

## 참고 자료
- 예송리의 상록수림 보관됨 2007-09-29 - 웨이백 머신 - 남북의 천연기념물
- 예송리의 상록수림 - 문화재청